# Veliki komet iz leta 1861
Véliki komet iz leta 1861 ali Komet Tebbutt  je komet, ki je postal viden s prostim očesom v letu 1861. Opazovali so ga lahko okoli 3 mesece.

Odkril ga je avstralski astronom John Tebbutt (1834 – 1916). Komet je imel 1 mesec preden se je gibal skozi prisončje magnitudo +4. Do 29. junija ni bil viden na severni polobli.
Ko je komet bil zelo blizu Zemlje (na razdalji samo 0,1326 a.e.) so opazili nenavadni pojav. Zemlja je bila v kometovem repu, ki se je videl vse do kometovega jedra. Material iz kometa je bil tako gost, da je skoraj zakril Sonce.
V sredini avgusta komet ni bil več viden s prostim očesom. V teleskopih so ga videli še do maja 1862. Komet je imel eliptično tirnico z obhodno dobo 408 let. To je pomenilo, da se je pojavil že prej v sredini 15. stoletja, vrnil pa se bo v 23. stoletju. 
V letu 1992 je bil komet že na oddaljenosti več kot 100 a.e. od Sonca, kar je dalje od pritlikavega planeta Erida. V odsončje bo prišel šele leta 2063.
Ičiro Hasegawa in Sjuči Nakano trdita, da je bil ta komet isti kot komet C/1500 H1 .